# Ntare Mwine
Ntare Guma Mbaho Mwine (New Hampshire, mei 1967) is een Amerikaans acteur, filmproducent, filmregisseur, scenarioschrijver en fotograaf.

## Biografie
Mwine werd geboren in New Hampshire bij Oegandese ouders, op zevenjarige leeftijd scheidde zijn ouders. Hij verdeelde toen zijn tijd bij zijn vader die toen op de afdeling financiën werkte bij de Wereldbank in Washington D.C. en zijn moeder die terugging naar Kenia om les in psychologie te geven aan de University of Nairobi.
Mwine studeerde af met een master of fine arts aan de Tisch School of Arts, een onderdeel van de New York-universiteit in New York. Verder heeft hij ook gestudeerd aan de Universiteit van Virginia in Charlottesville, Moskous Kunsttheater in Moskou en Royal National Theatre in Londen. Hierna ging hij naar Los Angeles voor zijn acteercarrière.
Mwine begon in 1995 met acteren voor de televisieserie New York Undercover. Hierna heeft hij nog meerdere rollen gespeeld in televisieseries en films zoals Blood Diamond (2006), The Riches (2008), Heroes (2006-2009) en Treme (2010-2013).
Mwine is ook actief als fotograaf, zijn werk werd tentoongesteld bij de Verenigde Naties en op meer plaatsen wereldwijd.
Mwine was van 2001 tot en met 2007 getrouwd.

## Filmografie

### Films
Uitgezonderd korte films.
- 2020 Tazmanian Devil - als Julius Ayodele
- 2020 Farewell Amor - als Walter
- 2018 Dirt - als Joe Freeman
- 2017 Del Playa - professor Appel
- 2017 Boost - als Ramaz 'Ram'
- 2016 Queen of Katwe - als Tendo
- 2015 Del Playa - als professor Appel
- 2010 The Space Between – als Cameroon
- 2009 40 – als Godwill
- 2007 Biro – als Biro
- 2006 Blood Diamond – als M'Ed
- 2000 Perfect Murder, Perfect Town: jonBenét and the City of Boulder – als rechercheur Everett
- 1998 Desert Blue – als agent Green
- 1997 Don King: Only in America – als Emissary
- 1997 Clover – als zwager van Gaten

### Televisieseries
Uitgezonderd eenmalige gastrollen.
- 2022-2023 The Lincoln Lawyer - als rechercheur Raymond Griggs - 10 afl.
- 2023 Dead Ringers - als Silas Jordan - 2 afl.
- 2018-2020 The Chi - als Ronnie Davis - 30 afl.
- 2016-2017 Bosch - als Craig - 2 afl.
- 2015 The Knick - als D.W. Garrison Carr - 3 afl.
- 2010-2013 Treme – als Jacques Jhoni – 26 afl.
- 2006-2009 Heroes – als Usutu – 11 afl.
- 2001-2008 CSI: Crime Scene Investigation – als Tom Adler – 2 afl.
- 1998 Brimstone – als rechercheur Clemens – 2 afl.

### Filmproducent
- 2024 Memories of Love Returned - film
- 2020 The Girl in the Yellow Jumper - film
- 2016 Anton - korte film
- 2015 Salt Wound - korte film
- 2014 Missing - korte film
- 2013 Kuhani – korte film
- 2007 Biro – film
- 2004 Beware of Time – documentaire

### Filmregisseur/Scenarioschrijver
- 2024 Memories of Love Returned - film
- 2016 Anton - korte film
- 2015 Salt Wound - korte film
- 2014 Missing - korte film
- 2013 Kuhani – korte film
- 2007 Biro – film
- 2004 Beware of Time – documentaire